# María Teresa Méndez
María Teresa Méndez Mayo (Madrid, 29 de octubre de 1982) es una deportista española que compitió en lucha libre.
Ganó una medalla de bronce en el Campeonato Europeo de Lucha de 2005, en la categoría de 67 kg. Participó en los Juegos Olímpicos de Pekín 2008, ocupando el decimotercer lugar en la categoría de 63 kg.

## Palmarés internacional
| Campeonato Europeo | Campeonato Europeo | Campeonato Europeo | Campeonato Europeo |
| Año                | Lugar              | Medalla            | Categoría          |
| ------------------ | ------------------ | ------------------ | ------------------ |
| 2005               | Varna (Bulgaria)   | Medalla de bronce  | 67 kg              |